# Laseri u lečenju raka
Laseri u lečenju raka koriste veoma uski, fokusirani snop svetlosti kako bi se njihovim dejstvom smanjio broj malignih ćelija ili se isecanjem malignog tkiva sasvim uništilo rak. Uklanjanje raka koje se obavlja bez oštećenja drugog tkiva može se vršiti na nekoliko različitih načina. Laseri se najčešće koriste za lečenje površinskih karcinoma (raka na površini tela ili sluzokože unutrašnjih organa) kao što su karcinom kože bazalnih ćelija i vrlo rani stadijumi nekih vrsta raka, kao što su cervikalni, penilni, vaginalni, vulvarni, i rak pluća.

## Opšte informacije
Primena lasera u onkologiji zasnovana je na primeni svetlosnog laserskog snopa visokog intenziteta, uz čiju pomoć se u organizmu bolesnika redukuje ili sasvim uništava tkivo raka ili prekancerozna izraslina.
Obična svetlost se sastoji od mnogih talasnih dužina i širi se u svim pravcima. S druge strane, laserska svetlost ima specifičnu talasnu dužinu i može se suziti da bi se proizveo uski snop sa veoma visokim intenzitetom. Pošto se laseri mogu vrlo precizno fokusirati na male površine, mogu se koristiti za vrlo precizan hirurški rad ili za rezanje tkiva (umesto ručnog ili električnog skalpela).
Hipertermija (koja se naziva i termoterapija ili termoterapija) je vrsta lečenja raka u kojem je tkivo izloženo visokim temperaturama (do 113 °F). Istraživanja su pokazala da visoke temperature mogu oštetiti i ubiti ćelije raka, obično uz minimalne povrede normalnih tkiva. Ubijajući ćelije raka i oštećujući proteine i strukture unutar ćelija, hipertermija može smanjiti tumor.

## Indikacije
Najčešće terapijske indikacije za primenu lasera u onkologiju su:
Uništavanje tumora i prekancerozne izrasline
Ublažavanje simptoma raka
Laseri se mogu koristiti za ublažavanje određenih simptoma raka, kao što su:
- krvarenje
- opstrukcija organa — npr. laseri se mogu koristiti za smanjivanje ili uništavanje tumora koji blokira pacijentov traheju (dušnik) ili jednjak, ili za uklanjanje polipa debelog creva ili tumora koji blokiraju pasažu kroz debelo crevo ili želudac.[1][5]
- suzbijanje pojave otoka

Zatvaranje nervnih završetkaka
Ova metoda nakon operacije ima za cilj da se smanji bol, nakon uklanjanja tkiva.
Zatvaranje limfnih sudova
Ova metoda nakon operacije ima za cilj da smanji oticanje limfe i sprečilo širenje tumorskih ćelija limfnim sistemom.
Dopunska laseroterapija
Laserska terapija se može koristiti sama, ali najčešće se kombinuje sa drugim tretmanima, kao što su hirurgija, hemoterapija ili radioterapija.

### Organi u kojima se može lečiti rak laserom
Neka od laserskih terapijskih metoda može se primenti za lečenje raka na sledećim lokalizacijama u telu:
- Grudi
- Mozak
- Koža
- Glava i vrat
- Grlić materice

## Vreste lasera za lečenje raka
U savremenoj medicinskoj praksi koriste se tri tipa lasera za lečenje raka: ugljendioksidni (CO2), argonski laseri i neodimijum: itrijum-aluminijum-granat (Nd: IAG) laseri.
Ugljendioksidni (CO2) laseri.
Ovi laseri uklanjaju tanke slojeve tkiva s površine tela i sluzokože organa unutar tela.
Mogu da leče rak kože bazalnih ćelija i rak grlića materice, vagine i vulve.
Argonski laseri.
Ovi laseri mogu da leče rak kože i koriste se sa lekovima osetljivim na svetlost u tretmanu koji se zove fotodinamička terapija.
Neodimijum (Nd IAG) laseri
Neodimijum: itrijum-aluminijum-granat (Nd: IAG) laseri koriste se za lečenje raka materice, debelog creva i jednjaka.
Vlakna koja emituju laser se stavljaju u tumor da bi se zagrijala i termički oštetila ćelije raka.
Ovaj tretman se koristi i za smanjivanje tumora jetre.

## Način primene
Laserska terapija se najčešće izvodi putem fleksibilnog endoskopa (fleksibilne, tanke, osvetljena cevi koja se koristi za pregled tkiva u telu). Endoskop je pored optičkog uređaja i hladnog svetla opremljen i optičkim vlaknima (tankim vlaknima koja prenose svetlost).
Nakon što se endoskop umetne kroz prirodni otvor u telu, kao što su usta, nos, anus ili vagina. Lasersko svetlo se precizno usmerava na rezanje ili uništavanje tumora.
Laserski indukovana intersticijalna termoterapija (LITT)
LITT ili intersticijalna laserska fotokoagulacija, koristi lasere za lečenje nekih vrsta raka. LITT je sličan tretmanu za rak koji se naziva hipertermija, koji koristi toplotu za smanjivanje tumora tako što oštećuje ili ubija ćelije raka.
Tokom LITT-a, optičko vlakno se ubacuje u tumor. Laserska svetlost na vrhu vlakna podiže temperaturu tumorskih ćelija i oštećuje ih ili uništava. LITT se ponekad koristi za smanjivanje tumora u jetri.
Hipertermija se gotovo uvek koristi sa drugim oblicima terapije raka, kao što je radioterapija i hemoterapija. Hipertermija može neke ćelije raka učiniti osjetljivijom na zračenje ili oštetiti druge ćelije raka koje zračenje ne može oštetiti. Kada se kombinuje hipertermija i radioterapija, one se često daju u razmaku od sat vremena. Hipertermija takođe može pojačati efekte određenih antitumorskih lekova.
Fotodinamička terapija (PDT)
PDT je još jedan tip lečenja raka koji koristi lasere. Kod PDT, određeni lek, koji se naziva fotosenzibilizator ili fotosenzibilizirajući lek, ubrizgava se u pacijenta i apsorbuje se u ćelijama po celom telu pacijenta. Posle nekoliko dana, ovaj agens se uglavnom nalazi u ćelijama raka.
Zatim se koristi lasersko svetlo za aktiviranje sredstva i uništavanje ćelija raka. Pošto fotosenzibilizator čini kožu i oči osetljivom na svetlost, pacijentima se savetuje da izbegavaju direktnu sunčevu svetlost i jako unutrašnje svetlo tokom tretmana.
CO2 i argonski laseri
Ovi tipovi lasera mogu da preseku površinu kože bez prodiranja u dublje slojeve. Prema tome, oni se mogu koristiti za uklanjanje površinskih karcinoma, kao što je npr rak kože.
Argonski laseri se često koriste za aktiviranje lijekova koji se koriste u PDT-u.
Neodimijum laseri (Nd YAG)
Nasuprot CO2 i argonskim laserina, Nd:YAG laser se češće primenjuje putem endoskopa za lečenje unutrašnjih organa, kao što su materica, jednjak i debelo crevo.
Nd:YAG laserska svetlost takođe može da putuje kroz optička vlakna u specifične delove tela tokom LITT-a.

## Dobre strane i ograničenja
Dobre strane
Dobre strane laserske terapije su:
- Laseri su precizniji od standardnih hirurških alata (skalpela), tako da manje oštećuju normalna tkiva.
- Kao rezultat toga, pacijenti obično imaju manje bolova, krvarenja, oteklina i ožiljaka.
- Kod laserske terapije, operacije su obično kraće.
- Laserska terapija je konfornija, jer se često može obaviti ambulantno, a potrebno je manje vremena za lečenje pacijenata nakon laserske operacije i manje je verovatno da će doći do infekcija.[1]

Ograničenja
Laserska terapija može imati nekoliko ograničenja 
- Hirurzi moraju imati specijalizovanu obuku pre nego što mogu koristiti lasersku terapiju, i moraju poštovati stroge mere predostrožnosti.
- Laserska terapija je skuplja od drugih tretmana.
- Lekari moraju imati posebnu obuku za izvođenje procedura pomoću laserske terapije.
- Oprema je glomazna.
- Laserska terapija se može koristiti sama, ali najčešće se kombinuje sa drugim tretmanima, kao što su hirurgija, hemoterapija ili radioterapija.
- Pored toga, laseri mogu zapečatiti nervne završetke kako bi smanjili bol nakon operacije i zapečatili limfne žile kako bi smanjili oticanje i ograničili širenje tumorskih stanica.
- Moraju se poštovati stroge mere predostrožnosti i efekti laserske terapije koji mogu da ne traju dugo, tako da će lekari možda morati da ponove lečenje.[1]

## Literatura
- Alexander HR. Isolation perfusion. In: DeVita VT Jr., Hellman S, Rosenberg SA, editors. Cancer: Principles and Practice of Oncology. Vol. 1 and 2. 6th ed. Philadelphia: Lippincott Williams and Wilkins, 2001.
- Falk MH, Issels RD. m. h. Falk, r. d. Issels (2001). „Hyperthermia in oncology”. International Journal of Hyperthermia. 17 (1): 1—18. PMID 11212876. doi:10.1080/02656730118511..
- Dewhirst MW, Gibbs FA Jr, Roemer RB, Samulski TV. „Hyperthermia”.  (1st изд.). Недостаје или је празан параметар |title= (помоћ) Gunderson LL, Tepper JE, editors. Clinical Radiation Oncology.  New York, NY: Churchill Livingstone, 2000.
- Kapp DS, Hahn GM, Carlson RW. „Principles of Hyperthermia”.  (5th изд.). Недостаје или је празан параметар |title= (помоћ) Bast RC Jr., Kufe DW, Pollock RE, et al., editors. Cancer Medicine e.5.  Hamilton, Ontario: B.C. Decker Inc., 2000.
- Feldman AL, Libutti SK, Pingpank JF, et al. Feldman, A. L.; Libutti, S. K.; Pingpank, J. F.; Bartlett, D. L.; Beresnev, T. H.; Mavroukakis, S. M.; Steinberg, S. M.; Liewehr, D. J.; Kleiner, D. E.; Alexander, H. R. (2003). „Analysis of factors associated with outcome in patients with malignant peritoneal mesothelioma undergoing surgical debulking and intraperitoneal chemotherapy”. Journal of Clinical Oncology. 21 (24): 4560—4567. PMID 14673042. doi:10.1200/JCO.2003.04.150..
- Chang E, Alexander HR, Libutti SK, et al. Chang, E.; Alexander, H. R.; Libutti, S. K.; Hurst, R.; Zhai, S.; Figg, W. D.; Bartlett, D. L. (2001). „Laparoscopic continuous hyperthermic peritoneal perfusion”. Journal of the American College of Surgeons. 193 (2): 225—229. PMID 11491455. doi:10.1016/S1072-7515(01)00980-2..

## Spoljašnje veze
- Laseri u lečenju raka (језик: енглески)

|  | Molimo Vas, obratite pažnju na važno upozorenje u vezi sa temama iz oblasti medicine (zdravlja). |